# تشارلز فولكس
تشارلز فولكس (بالإنجليزية: Charles Fowlkes)‏ هو عازف ساكسفون أمريكي، ولد في 16 فبراير 1916 في بروكلين في الولايات المتحدة، وتوفي في 9 فبراير 1980 في دالاس في الولايات المتحدة.

## وصلات خارجية
- تشارلز فولكس على موقع ميوزك برينز (الإنجليزية)
- تشارلز فولكس على موقع أول ميوزيك (الإنجليزية)
- تشارلز فولكس على موقع ديسكوغز (الإنجليزية)